# Премія за важливе відкриття у фундаментальній фізиці

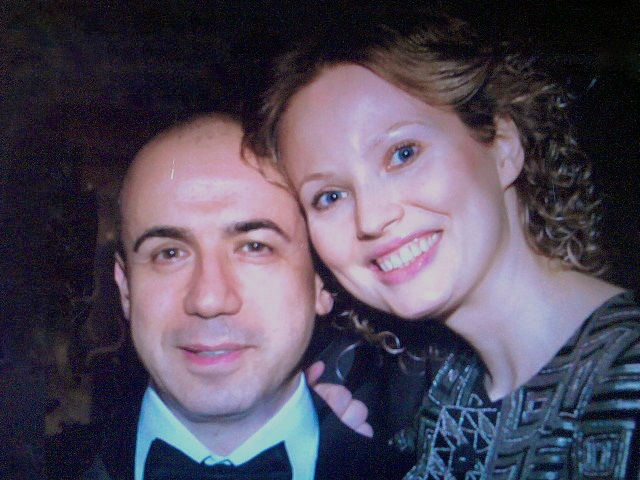
Засновник премії Юрій Мільнер (співвласник компанії Mail.Ru Group) з дружиною.

Премія за важливе відкриття у фундаментальній фізиці (англ. Breakthrough Prize in Fundamental Physics) — щорічна премія, яку надають за значні досягнення в галузі фундаментальної фізики в широкому сенсі, а також у галузях вузько пов'язаних з фізикою. Заснована в 2012 році фізиком і підприємцем Юрієм Мільнером. Належить до набору міжнародних нагород «Премія за прорив». Станом на липень 2012 року грошова нагорода премії втричі більша за Нобелівську премію і є найбільшою в науковому світі.
Премію присуджують у трьох категоріях:
- Премія з фундаментальної фізики. Грошова винагорода становить 3000000 доларів США.
- Премія з рубежів фізики. Грошова винагорода становить 300000 доларів США. Лауреати автоматично стають кандидатами на одержання премії в категорії «Фундаментальна фізика» на наступні п'ять років.
- Премія з нових горизонтів фізики. Орієнтована на нових перспективних дослідників. Грошова винагорода становить 100000 доларів США.

## Правила премії
Номінація на премію може буди здійснена будь-ким, крім самого кандидата, через вебсайт премії. На відміну від Нобелівської, премію можна присуджувати довільній кількості кандидатів. Одна людина може одержати премію більше, ніж один раз. Попередні лауреати премії запрошується у комітет для визначення наступних лауреатів. У виключних випадках процес номінації може бути пропущений і Премію з фундаментальної фізики може бути присуджено у будь-який час.

## Лауреати
| Рік  | Лауреати | Обґрунтування | Категорія             |
| ---- | --- | --- | --------------------- |
| 2012 | Німа Аркані-Гамед | За розробку оригінальних підходів до вирішення ряду завдань фізики елементарних частинок, включаючи гіпотези про додаткові виміри, природу бозона Хіггса, суперсиметричні розширення Стандартної моделі, теорії темної матерії, а також розробку математичного апарату амплітуд розсіювання в калібрувальній інваріантності.                                                                       | Фундаментальна фізика |
| 2012 | Алан Гут | За винахід інфляційної космології і внесок в теорію генерації флуктуацій космологічної щільності, що виникають через квантові флуктуації у молодому Всесвіті, а також за триваючі роботи по визначенню ймовірностей у просторі-часі що постійно розширюється. | Фундаментальна фізика |
| 2012 | / Олексій Китаєв | За теоретичну гіпотезу впровадження квантової пам'яті і стійких квантових обчислень за допомогою топологічних фаз з непарними майорановськими модами | Фундаментальна фізика |
| 2012 | Максим Концевич | За великий внесок у дослідження на стику сучасної теоретичної фізики і математики, що підняв їх на новий рівень, що включає розробку гомологічної дзеркальної симетрії і дослідження явищ вузлів перетинів стіни. | Фундаментальна фізика |
| 2012 | Андрій Лінде | За розвиток інфляційної космології, включаючи теорію нової інфляції, нескінченної хаотичної інфляції і теорії множинних всесвітів, а також за внесок у розвиток механізмів квантової стабілізації у теорії струн. | Фундаментальна фізика |
| 2012 | Хуан Малдасена | За розробку теорії, що зв'язує гравітаційну фізику в просторі-часі з квантовою теорією поля на межах простору-часу. Цей зв'язок показує, що чорні діри і квантова механіка сумісні, вирішуючи парадокс зникнення інформації у чорній дірі | Фундаментальна фізика |
| 2012 | Натан Зайберг | За значний внесок у наше розуміння квантової теорії поля та теорії струн, фундаментальних додатків фізики та математики. | Фундаментальна фізика |
| 2012 | Ашок Сен | За відкриття вражаючого свідоцтва дуалізму слабких і сильних взаємодій в ряді суперсиметричних теорій струн і ідеї калібрувальної інваріантності. | Фундаментальна фізика |
| 2012 | Едвард Віттен | За внесок в розвиток нових топологічних підходів у фізиці, моделей фізики частинок, отриманих з теорії струн, методів реєстрації темної матерії і твісторного підходу до амплітуди розсіювання частинок, а також розвиток численних додатків квантової теорії поля в математиці | Фундаментальна фізика |
| 2013 | Стівен Гокінг | За відкриття випромінювання чорних дір і його глибокий внесок у дослідження квантової гравітації і квантових процесів у ранньому Всесвіті | Спеціальна премія     |
| 2013 | Вчені ЦЕРН: Пітер Дженні, Фабіола Джіанотті, Мішель делла Негра, Теджиндер Сінгх Вірді, Гвідо Тонеллі, Джо Інкандела, Лін Еванс      | За провідну роль у науковому проєкті, що привів до відкриття частинки, схожої на бозон Хіггса | Спеціальна премія     |
| 2013 | / Олександр Поляков | За відкриття, зроблені в теорії поля і теорії струн, а також відкриття монополів у калібрувальних теоріях з певною схемою порушення симетрії, інстантонів, теорії струн в некритичних вимірах, відкриття калибровочно-струнного відповідності та багато іншого. Його ідеї визначили розвиток фізики в цих галузях на багато десятиліть.                                                            | Фундаментальна фізика |
| 2013 | Чарльз Кейн, Лоуренс Моленкамп, Чжан Шоучен                                                                                          | За теоретичне передбачення і експериментальне відкриття топологічних ізоляторів | Передова лінія фізики |
| 2013 | Джозеф Полчинскі | За внесок в різні галузі теорії поля і теорії струн. Його відкриття D-бран дозволило по-новому поглянути на теорію суперструн і квантової гравітації і привело до відкриття AdS/CFT-відповідності | Передова лінія фізики |
| 2013 | Никлас Байзерт | За розроблення точних методів опису калібрувальних полів та їх зв'язок з теорією струн. | Нові горизонти фізики |
| 2013 | Давіде Гайотто | За далекосяжні нові погляди на дуальність, калібровану теорію і геометрію, і особливо за його роботу, яка б пов'язала несподіваним чином теорії різних розмірностей. | Нові горизонти фізики |
| 2013 | Зохар Комаргодскі | За роботи з теорії динаміки поля для чотиривимірного випадку. Зокрема, його доказ (спільно з Швіммером) «А-теореми», вирішив давню проблему, що призводить до появи нових ідей. | Нові горизонти фізики |
| 2014 | Джон Шварц та Майкл Грін | За відкриття нових перспектив у квантовій гравітації і уніфікації сил. | Фундаментальна фізика |
| 2014 | Ендрю Стромінджер та Камран Вафа | За численні глибокі і революційні вклади у квантову теорію поля, квантову гравітацію, теорію струн і геометрію. Їх спільний статистичний висновок формули Бекенштейн-Гокінга уніфікував закони термодинаміки із законами динаміки чорних дір і показав голографічну природу квантового простору-часу.                                                                                              | Передова лінія фізики |
| 2014 | Фредді Качазо | За розкриття численних структур, що лежать в основі амплітуд розсіювання у калібрувальних теоріях і гравітації. | Нові горизонти фізики |
| 2014 | Шираз Мінвалла | За його новаторський внесок у вивчення теорії струн і квантової теорії поля, зокрема за його роботи про зв'язок між рівняннями газової динаміки та рівняннями Альберта Ейнштейна у загальній теорії відносності. | Нові горизонти фізики |
| 2014 | В'ячеслав Ричков | За розробку нових методів в конформної теорії поля, відродження програми конформного бутстрапа щодо обмеження спектра операторів і структурних констант в тривимірних і чотиривимірних конформних теоріях поля. | Нові горизонти фізики |
| 2015 | Адам Рісс та High-Z Supernova Search Team Брайан Шмідт та High-Z Supernova Search Team Сол Перлмуттер та Supernova Cosmology Project | За найнесподіваніше відкриття — розширення Всесвіту прискорюється, а не сповільнюється, як це було давно прийнято вважати. | Фундаментальна фізика |
| 2015 | Шон Гартнолл | Оригінальний текст (англ.) [For applying holographic methods to obtain remarkable new insights into strongly interacting quantum matter.] Помилка: [undefined] Помилка: {{Lang}}: немає тексту (допомога): не вказано код мови (допомога) | Нові горизонти фізики |
| 2015 | Філіп Шустер, Наталія Торо | Оригінальний текст (англ.) [For pioneering the "simplified models" framework for new physics searches at the Large Hadron Collider, as well as spearheading new experimental searches for dark sectors using high-intensity electron beams.] Помилка: [undefined] Помилка: {{Lang}}: немає тексту (допомога): не вказано код мови (допомога)                                                       | Нові горизонти фізики |
| 2015 | Орасіо Касіні, Марина Уерта, Shinsei Ryū, Tadashi Takayanagi                                                                         | Оригінальний текст (англ.) [For fundamental ideas about entropy in quantum field theory and quantum gravity.] Помилка: [undefined] Помилка: {{Lang}}: немає тексту (допомога): не вказано код мови (допомога) | Нові горизонти фізики |
| 2016 | Kam-Biu Luk, Yifang Wang та наукова група Daya Bay                                                                                   | За експерименти з нейтринних осциляцій. | Фундаментальна фізика |
| 2016 | Ацуто Судзукі та наукова група KamLAND                                                                                               | За експерименти з нейтринних осциляцій. | Фундаментальна фізика |
| 2016 | Koichiro Nishikawa та наукова група K2K / T2K                                                                                        | За експерименти з нейтринних осциляцій. | Фундаментальна фізика |
| 2016 | Артур Макдональд та наукова група SNO                                                                                                | За експерименти з нейтринних осциляцій. | Фундаментальна фізика |
| 2016 | Кадзіта Такаакі та наукова група Super-Kamiokande                                                                                    | За експерименти з нейтринних осциляцій. | Фундаментальна фізика |
| 2016 | Рональд Древер, Кіп Торн, Райнер Вайсс                                                                                               | За відкриття гравітаційних хвиль, що відкриває нові горизонти в астрономії та фізики. | Спеціальна премія     |
| 2016 | Автори статті про відкриття гравітаційних хвиль та інші учасники LIGO.                                                               | За відкриття гравітаційних хвиль, що відкриває нові горизонти в астрономії та фізики. | Спеціальна премія     |
| 2016 | Андрій Берневіг, Liang Fu, Xiao-Liang Qi                                                                                             | Оригінальний текст (англ.) [For outstanding contributions to condensed matter physics, especially involving the use of topology to understand new states of matter.] Помилка: [undefined] Помилка: {{Lang}}: немає тексту (допомога): не вказано код мови (допомога) | Нові горизонті фізики |
| 2016 | Рафель Флаугер, Леонардо Сенаторе | Оригінальний текст (англ.) [For outstanding contributions to theoretical cosmology.] Помилка: [undefined] Помилка: {{Lang}}: немає тексту (допомога): не вказано код мови (допомога) | Нові горизонті фізики |
| 2016 | Yuji Tachikawa | Оригінальний текст (англ.) [For penetrating and incisive studies of supersymmetric quantum field theories.] Помилка: [undefined] Помилка: {{Lang}}: немає тексту (допомога): не вказано код мови (допомога) | Нові горизонті фізики |
| 2017 | Джозеф Полчинскі, Ендрю Стромінджер та Камран Вафа                                                                                   | За те, що вони сформулювали «парадокс вогненної стіни» — теорію, яка пояснює, чому чорні діри порушують закони фізики. | Фундаментальна фізика |
| 2017 | Asimina Arvanitaki, Peter W. Graham, Surjeet Rajendran                                                                               | Оригінальний текст (англ.) [For pioneering a wide range of new experimental probes of fundamental physics.] Помилка: [undefined] Помилка: {{Lang}}: немає тексту (допомога): не вказано код мови (допомога) | Нові горизонти фізики |
| 2017 | Simone Giombi, Xi Yin | Оригінальний текст (англ.) [For imaginative joint work on higher spin gravity and its holographic connection to a new soluble field theory.] Помилка: [undefined] Помилка: {{Lang}}: немає тексту (допомога): не вказано код мови (допомога) | Нові горизонти фізики |
| 2017 | Франс Преторіус | Оригінальний текст (англ.) [For creating the first computer code capable of simulating the inspiral and merger of binary black holes, thereby laying crucial foundations for interpreting the recent observations of gravitational waves; and for opening new directions in numerical relativity.] Помилка: [undefined] Помилка: {{Lang}}: немає тексту (допомога): не вказано код мови (допомога) | Нові горизонти фізики |
| 2018 | Чарльз Л. Беннетт, Гарі Гіншоу, Норман Ярошик, Лайман Пейдж, Девід Сперджел та наукова група WMAP                                    | Оригінальний текст (англ.) [For detailed maps of the early universe that greatly improved our knowledge of the evolution of the cosmos and the fluctuations that seeded the formation of galaxies.] Помилка: [undefined] Помилка: {{Lang}}: немає тексту (допомога): не вказано код мови (допомога)                                                                                                | Фундаментальна фізика |
| 2018 | Крістофер Гірата | Оригінальний текст (англ.) [For fundamental contributions to understanding the physics of early galaxy formation and to sharpening and applying the most powerful tools of precision cosmology.] Помилка: [undefined] Помилка: {{Lang}}: немає тексту (допомога): не вказано код мови (допомога)                                                                                                   | Нові горизонти фізики |
| 2018 | Андреа Янг | Оригінальний текст (англ.) [For the co-invention of van der Waals heterostructures, and for the new quantum Hall phases that he discovered with them.] Помилка: [undefined] Помилка: {{Lang}}: немає тексту (допомога): не вказано код мови (допомога) | Нові горизонти фізики |
| 2018 | Дуглас Стенфорд | Оригінальний текст (англ.) [For profound new insights on quantum chaos and its relation to gravity.] Помилка: [undefined] Помилка: {{Lang}}: немає тексту (допомога): не вказано код мови (допомога) | Нові горизонти фізики |
| 2019 | Чарльз Кейн Юджин Меле | Оригінальний текст (англ.) [For new ideas about topology and symmetry in physics, leading to the prediction of a new class of materials that conduct electricity only on their surface.] Помилка: [undefined] Помилка: {{Lang}}: немає тексту (допомога): не вказано код мови (допомога) | Фундаментальна фізика |
| 2019 | Rana Adhikari Matthew Evans Lisa Barsotti                                                                                            | Оригінальний текст (англ.) [For research on present and future ground-based detectors of gravitational waves.] Помилка: [undefined] Помилка: {{Lang}}: немає тексту (допомога): не вказано код мови (допомога) | Нові горизонти фізики |
| 2019 | Aron C. Wall Daniel Harlow Daniel L. Jafferis                                                                                        | Оригінальний текст (англ.) [For fundamental insights about quantum information, quantum field theory, and gravity.] Помилка: [undefined] Помилка: {{Lang}}: немає тексту (допомога): не вказано код мови (допомога) | Нові горизонти фізики |
| 2019 | Brian Metzger | Оригінальний текст (англ.) [For pioneering predictions of the electromagnetic signal from a neutron star merger, and for leadership in the emerging field of multi-messenger astronomy.] Помилка: [undefined] Помилка: {{Lang}}: немає тексту (допомога): не вказано код мови (допомога) | Нові горизонти фізики |
| 2019 | Sergio Ferrara Daniel Z. Freedman Peter van Nieuwenhuizen                                                                            | | Спеціальна премія     |
| 2020 | 347 членів проєкту «Телескоп горизонту подій»                                                                                        | Оригінальний текст (англ.) [For the first image of a supermassive black hole, taken by means of an Earth-sized alliance of telescopes.] Помилка: [undefined] Помилка: {{Lang}}: немає тексту (допомога): не вказано код мови (допомога) | Фундаментальна фізика |
| 2020 | Xie Chen Lukasz Fidkowski Michael Levin Max A. Metlitski                                                                             | Оригінальний текст (англ.) [For incisive contributions to the understanding of topological states of matter and the relationships between them.] Помилка: [undefined] Помилка: {{Lang}}: немає тексту (допомога): не вказано код мови (допомога) | Нові горизонти фізики |
| 2020 | Jo Dunkley Samaya Nissanke Kendrick Smith                                                                                            | Оригінальний текст (англ.) [For the development of novel techniques to extract fundamental physics from astronomical data.] Помилка: [undefined] Помилка: {{Lang}}: немає тексту (допомога): не вказано код мови (допомога) | Нові горизонти фізики |
| 2020 | Simon Caron-Huot Pedro Vieira | Оригінальний текст (англ.) [For profound contributions to the understanding of quantum field theory.] Помилка: [undefined] Помилка: {{Lang}}: немає тексту (допомога): не вказано код мови (допомога) | Нові горизонти фізики |
| 2021 | Eric Adelberger Jens H. Gundlach Blayne Heckel                                                                                       | Оригінальний текст (англ.) [For precision fundamental measurements that test our understanding of gravity, probe the nature of dark energy, and establish limits on couplings to dark matter.] Помилка: [undefined] Помилка: {{Lang}}: немає тексту (допомога): не вказано код мови (допомога) | Фундаментальна фізика |
| 2021 | Стівен Вайнберг | Оригінальний текст (англ.) [For his continuous leadership in fundamental physics, with broad impact across particle physics, gravity and cosmology, and for communicating science to a wider audience.] Помилка: [undefined] Помилка: {{Lang}}: немає тексту (допомога): не вказано код мови (допомога)                                                                                            | Спеціальна премія     |
| 2021 | Tracy Slatyer | Оригінальний текст (англ.) [For major contributions to particle astrophysics, from models of dark matter to the discovery of the "Fermi Bubbles".] Помилка: [undefined] Помилка: {{Lang}}: немає тексту (допомога): не вказано код мови (допомога) | Нові горизонти фізики |
| 2021 | Rouven Essig Javier Tiffenberg Tomer Volansky Tien-Tien Yu                                                                           | Оригінальний текст (англ.) [For advances in the detection of sub-GeV dark matter especially in regards to the SENSEI experiment.] Помилка: [undefined] Помилка: {{Lang}}: немає тексту (допомога): не вказано код мови (допомога) | Нові горизонти фізики |
| 2021 | Ahmed Almheiri Netta Engelhardt Henry Maxfield Geoff Penington                                                                       | Оригінальний текст (англ.) [For calculating the quantum information content of a black hole and its radiation.] Помилка: [undefined] Помилка: {{Lang}}: немає тексту (допомога): не вказано код мови (допомога) | Нові горизонти фізики |
| 2022 | Хідетосі Каторі Джон Йо | Оригінальний текст (англ.) [For outstanding contributions to the invention and development of the optical lattice clock, which enables precision tests of the fundamental laws of nature.] Помилка: [undefined] Помилка: {{Lang}}: немає тексту (допомога): не вказано код мови (допомога) | Фундаментальна фізика |
| 2022 | Suchitra Sebastian | Оригінальний текст (англ.) [For high precision electronic and magnetic measurements that have profoundly changed our understanding of high temperature superconductors and unconventional insulators.] Помилка: [undefined] Помилка: {{Lang}}: немає тексту (допомога): не вказано код мови (допомога)                                                                                             | Нові горизонти фізики |
| 2022 | Alessandra Corsi Gregg Hallinan Mansi Manoj Kasliwal Raffaella Margutti                                                              | Оригінальний текст (англ.) [For leadership in laying foundations for electromagnetic observations of sources of gravitational waves, and leadership in extracting rich information from the first observed collision of two neutron stars.] Помилка: [undefined] Помилка: {{Lang}}: немає тексту (допомога): не вказано код мови (допомога)                                                        | Нові горизонти фізики |
| 2022 | Dominic Else Ведіка Хемані Харукі Ватанабе Norman Y. Yao                                                                             | Оригінальний текст (англ.) [For pioneering theoretical work formulating novel phases of non-equilibrium quantum matter, including time crystals.] Помилка: [undefined] Помилка: {{Lang}}: немає тексту (допомога): не вказано код мови (допомога) | Нові горизонти фізики |
| 2023 | Чарльз Беннетт Жиль Брассар Девід Дойч Пітер Шор                                                                                     | Оригінальний текст (англ.) [For foundational work in the field of quantum information.] Помилка: [undefined] Помилка: {{Lang}}: немає тексту (допомога): не вказано код мови (допомога) | Фундаментальна фізика |
| 2023 | Анна Грасселліно | Оригінальний текст (англ.) [For the discovery of major performance enhancements to niobium superconducting radio-frequency cavities, with applications ranging from accelerator physics to quantum devices..] Помилка: [undefined] Помилка: {{Lang}}: немає тексту (допомога): не вказано код мови (допомога)                                                                                      | Нові горизонти фізики |
| 2023 | Manuel Endres Ганнес Піхлер Адам М. Кауфман Джефф Томсон Ганнес Берньен Kang-Kuen Ni                                                 | Оригінальний текст (англ.) [For the development of optical tweezer arrays to realize control of individual atoms for applications in quantum information science, metrology, and molecular physics.] Помилка: [undefined] Помилка: {{Lang}}: немає тексту (допомога): не вказано код мови (допомога)                                                                                               | Нові горизонти фізики |
| 2023 | David Simmons-Duffin | Оригінальний текст (англ.) [For the development of analytical and numerical techniques to study conformal field theories, including the ones describing the liquid vapor critical point and the superfluid phase transition.] Помилка: [undefined] Помилка: {{Lang}}: немає тексту (допомога): не вказано код мови (допомога)                                                                      | Нові горизонти фізики |